# آشپزی چینی

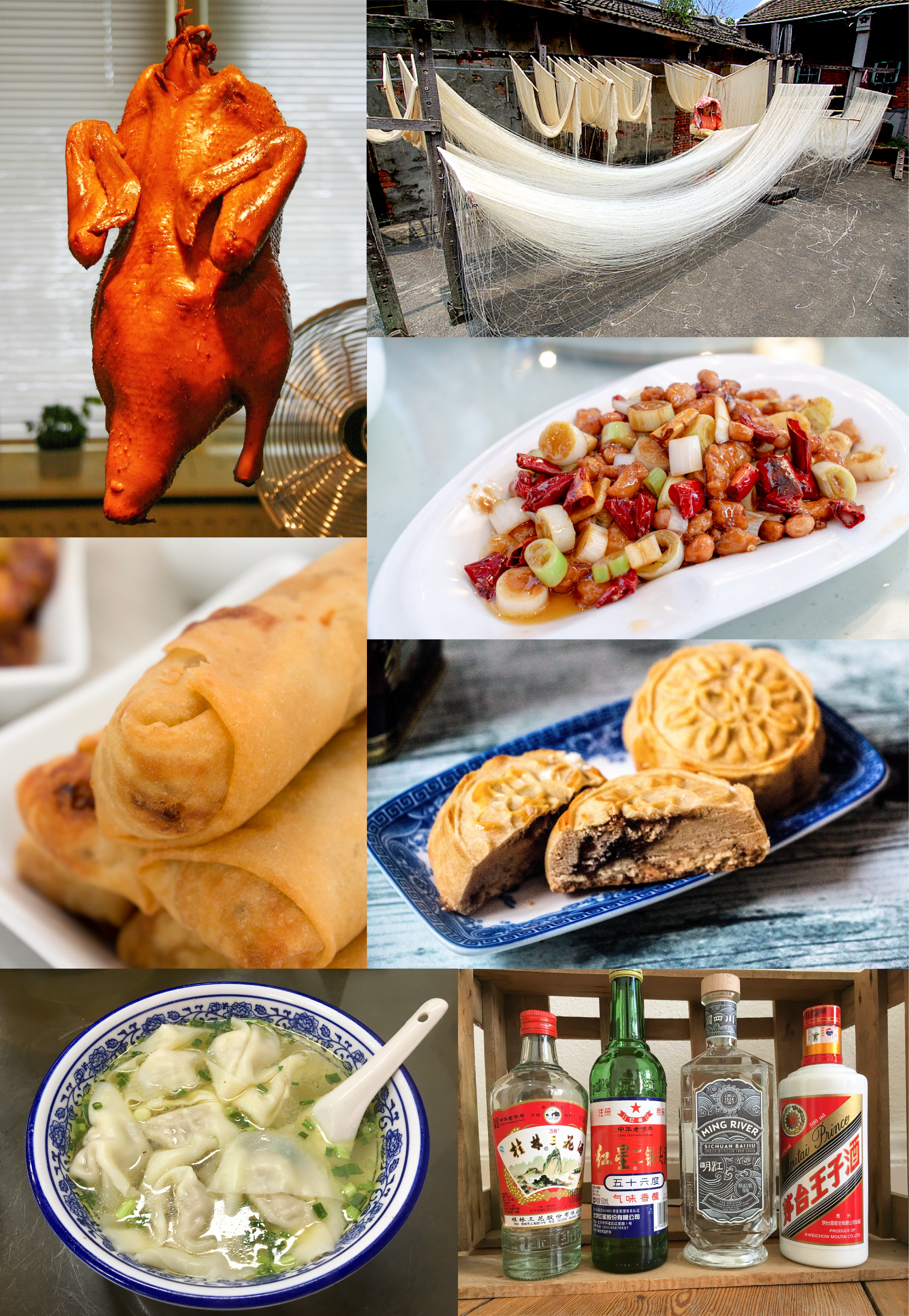
مجموعه ای از غذاهای چینی. در جهت عقربه‌های ساعت از بالا سمت چپ: اردک پکنی، میسوآ، مرغ کونگ پائو، کیک ماه، بایجیو، سوپ ونتون، اسپرینگ رول

غذاهای چینی شامل غذاهایی است که از چین و همچنین از مردم چین از سایر نقاط جهان تهیه می‌شود. به دلیل مهاجرت چینی‌ها و قدرت تاریخی این کشور، غذاهای چینی با تغییراتی که برای سرو غذای محلی انجام شده است عمیقاً بر بسیاری از غذاهای دیگر در آسیا و فراتر از آن تأثیر گذاشته است. مواد غذایی اصلی چینی مانند برنج، سس سویا، نودل، چای، رایو و توفو، و ظروفی مانند چوب غذاخوری و ووک را می‌توان در سرتاسر جهان یافت.
آشپزی چینی یکی از پرطرفدارترین و متنوع‌ترین سبک‌های آشپزی در دنیا است که ویژگی‌های خاص خود را دارد. غذاهای چینی معمولاً به طعم‌های متعادل و خوشمزه، استفاده از مواد تازه و طبخ سریع معروف هستند. در این سبک از آشپزی، از روش‌های مختلفی مانند سرخ کردن، بخارپز کردن، جوشاندن، و کباب کردن استفاده می‌شود.
اولین موسسات غذاخوری جهان که به‌عنوان رستوران‌ها به معنای امروزی شناخته می‌شوند، برای اولین بار در قرن ۱۱ و ۱۲ میلادی در چین و در دوران دودمان سونگ پدیدار شدند. غذای خیابانی در طول دودمان تانگ به جنبه جدایی ناپذیر فرهنگ غذایی چین تبدیل شد و فرهنگ غذای خیابانی در بیشتر مناطق جنوب شرقی آسیا توسط کارگران وارداتی از چین در اواخر قرن نوزدهم ایجاد شد.
ترجیحات آشپزی برای استفاده از چاشنی و فنون پخت و پز در استان‌های چین به تفاوت در طبقه اجتماعی، مذهب، پیشینه تاریخی و گروه‌های قومی بستگی دارد. با توجه به اینکه آب و هوای چین از مناطق گرمسیری در جنوب تا قطبی در شمال شرقی متفاوت است. ویژگی‌های جغرافیایی از جمله کوه‌ها، رودخانه‌ها، جنگل‌ها و بیابان‌ها نیز تأثیر زیادی بر مواد موجود محلی دارند. ترجیحات سلطنتی و اشرافی امپراتوری نیز در تغییر غذاهای چینی نقش دارد. به دلیل گسترش امپراتوری، مهاجرت و تجارت، مواد اولیه و فنون آشپزی از فرهنگ‌های دیگر در طول زمان در غذاهای چینی ادغام شده و تأثیرات آشپزی چینی در سراسر جهان گسترش یافته است.
آشپزی چینی به ترکیب دقیق طعم‌ها مانند شیرینی، شوری، ترشی، تندی و تلخی اهمیت می‌دهد. این طعم‌ها معمولاً به‌طور همزمان در غذاها وجود دارند و ایجاد تعادل بین آن‌ها یکی از ویژگی‌های کلیدی آشپزی چینی است. همچنین، از انواع مختلف مواد اولیه مانند گوشت، ماهی، سبزیجات، قارچ‌ها، ادویه‌ها و میوه‌ها در تهیه غذاها استفاده می‌شود.
سبک‌های منطقه ای، مذهبی و قومی متعددی از غذاهای چینی در چین و خارج از این کشور یافت می‌شود. غذاهای چینی بسیار گوناگون است و اغلب در بخش‌های استانی طبقه‌بندی می‌شوند، اگرچه این طبقه‌بندی‌های سطح استان از سبک‌های بسیار بیشتری در درون خود تشکیل می‌شوند. در طول دودمان چینگ، چهار سنت بزرگ در آشپزی چینی، آشپزی سیچوآن، لو، یوئه و هوایانگ بودند که به ترتیب نشان دهنده غذاهای غرب، شمال، جنوب و شرق چین بودند. در سال ۱۹۸۰، یک گروه مدرن از مقاله، روزنامه‌نگار چینی وانگ شائوکوان که در روزنامه پیپل دیلی منتشر شد، هشت غذای چین را با نام‌های آنهویی (徽菜)، گوانگدونگ (粵菜)، فوجیان (閩菜؛ 蘐揜湘菜)، جیانگ سو (蘇菜)، شاندونگ (魯菜)، سیچوان (川菜)، و ژجیانگ (浙菜؛) شناسایی کرد.
آشپزی چینی عمیقاً با طب سنتی چینی در هم آمیخته است، مانند تمرین غذا درمانی چینی. رنگ، عطر و طعم سه جنبه سنتی مورد استفاده برای توصیف غذای چینی، و همچنین معنی، ظاهر و تغذیه غذا هستند. پخت و پز باید با توجه به مواد مورد استفاده، کار با چاقو، زمان پخت و پز و چاشنی ارزیابی شود. یکی از ویژگی‌های مهم آشپزی چینی استفاده از روش‌های پخت سریع در حرارت بالا است که باعث حفظ طعم و ارزش غذایی مواد می‌شود.

## تاریخچه

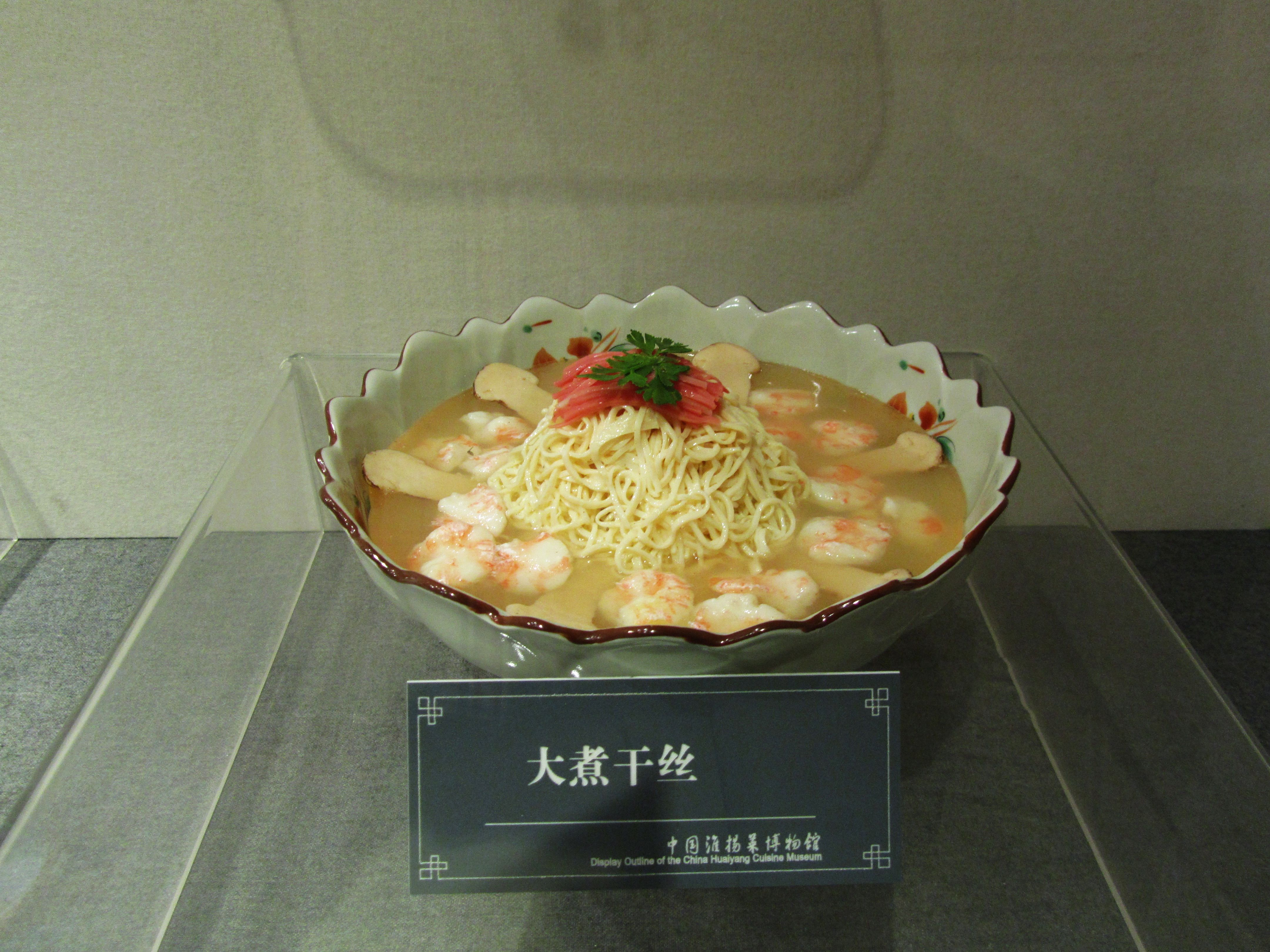
Dàzhǔ gānsī یک غذای سوپ معمولی از غذاهای آشپزی هوایانگ است. از توفو، مرغ، ژامبون و شاخساره بامبو ریز خرد شده تهیه شده است و باید مواد را با میگو در سوپ مرغ تفت داد. توسط امپراتور کیانلونگ بسیار تحسین شد.

### پیش از سلسله تانگ

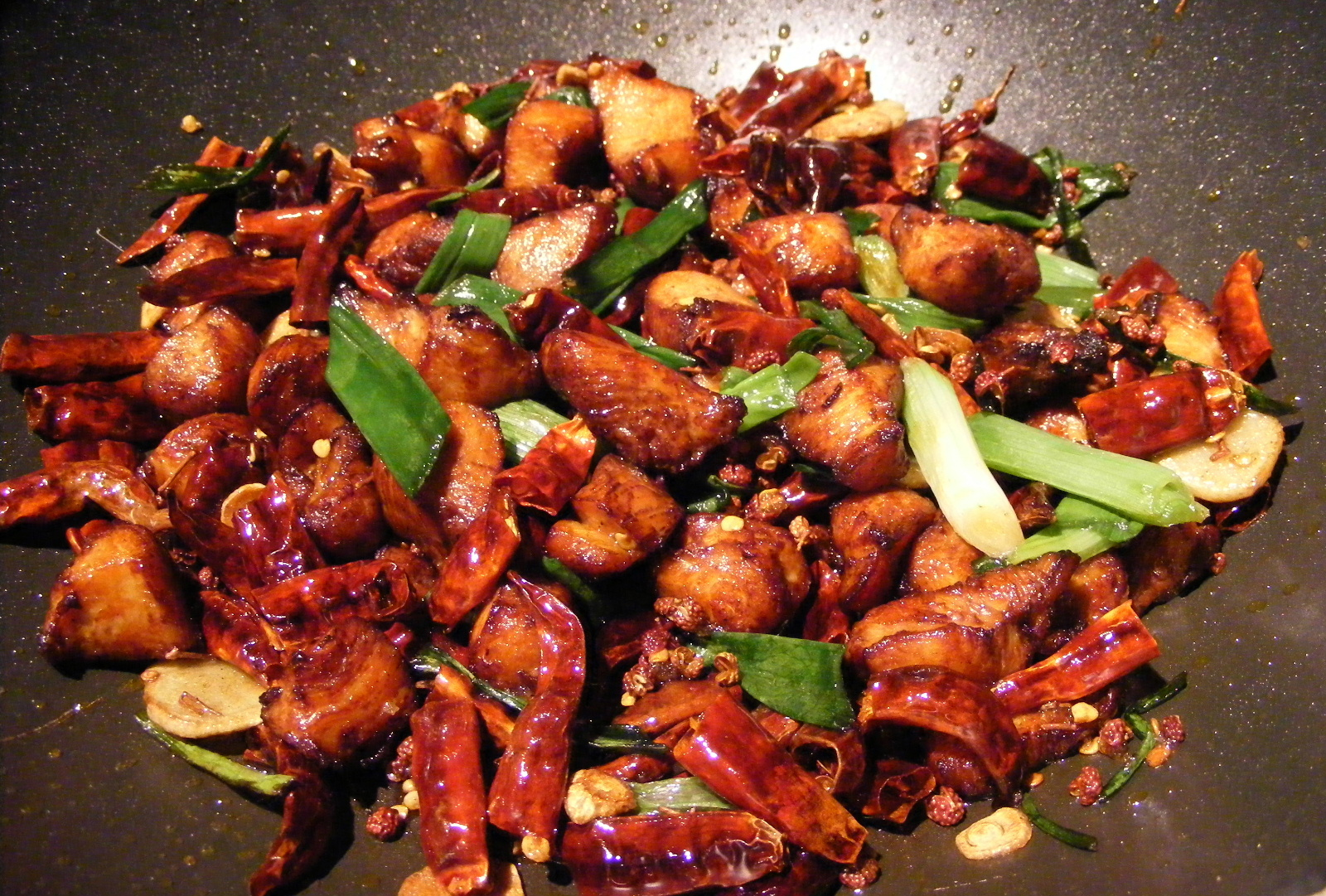
Làzǐ Jī، مرغ سرخ شده با فلفل چیلی و سیچوان به سبک سیچوان تهیه شده است.

جامعه چین برای خوراک‌شناسی ارزش زیادی قائل بود و بر اساس باورهای طب سنتی چین خود مطالعه گسترده‌ای در مورد این موضوع ایجاد کرد. فرهنگ چینی در ابتدا در اطراف دشت چین شمالی متمرکز بود. به نظر می‌رسد اولین محصولات اهلی شده گونه‌های ارزن دم روباهی و ارزن معمولی بوده است، در حالی که برنج در جنوب کشت می‌شده است. تا سال ۲۰۰۰ قبل از میلاد، گندم از غرب آسیا وارد شد. این دانه‌ها معمولاً به‌جای پختن نان در اروپا، به‌عنوان سوپ رشته‌ای گرم سرو می‌شدند. اشراف به انواع شکار حیوانات وحشی می‌پرداختند و گوشت گوسفند، خوک و گوشت سگ را به دلیل اهلی شدن این حیوانات مصرف می‌کردند. غلات را در برابر قحطی و سیل ذخیره می‌کردند و گوشت را با نمک، سرکه تخمیر و نگهداری می‌کردند. طعم گوشت با پختن آن در چربی‌های حیوانی افزایش می‌یافت، اگرچه این عمل بیشتر به افراد ثروتمند محدود می‌شد.
در طول سلسله چین شی هوانگ، امپراتوری به سمت جنوب گسترش یافت. در زمان دودمان هان، مناطق مختلف و غذاهای مردم چین توسط آبراهه اصلی به هم مرتبط بودند و منجر به پیچیدگی بیشتر در غذاهای مختلف منطقه‌ای می‌شد. در فرهنگ چین غذا نه تنها به عنوان " چی " یا انرژی حیاتی، انرژی می‌دهد، بلکه غذا برای حفظ یین و یانگ نیز هست. فلسفه پشت آن ریشه در یی‌چینگ و طب سنتی چینی داشت: غذا از نظر رنگ، عطر، طعم و بافت قضاوت می‌شد و انتظار می‌رفت که یک وعده غذایی خوب بین چهار طبیعت گرم و خشک، گرم و تر، سرد و خشک و سرد و تر و پنج طعم (تند، شیرین، ترش، تلخ و شور) تعادل ایجاد کند. نمک از زمان‌های اولیه به عنوان نگهدارنده استفاده می‌شد، اما در پخت و پز به شکل سس سویا اضافه می‌شد و سر سفره استفاده انمی شد.

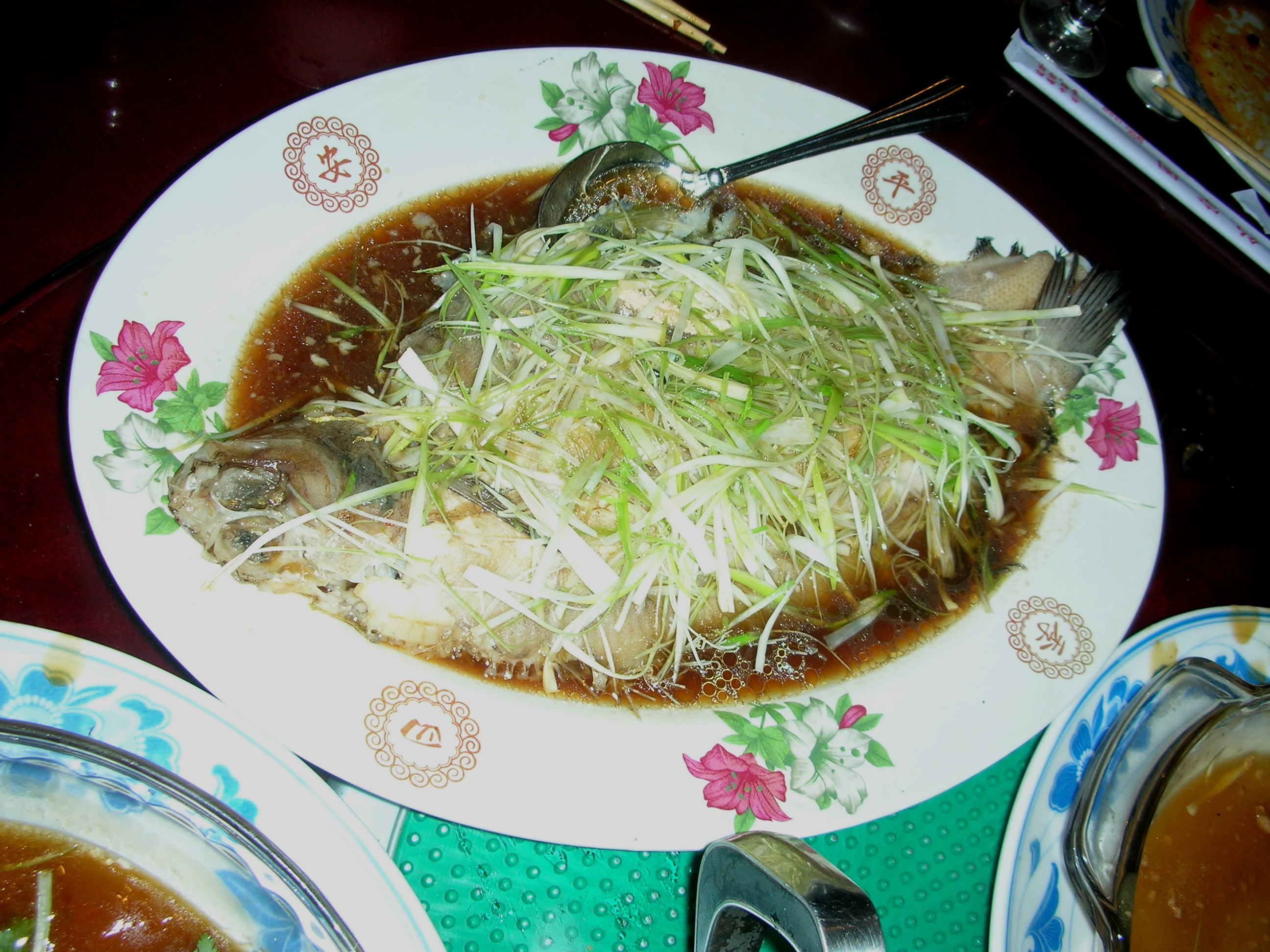
ماهی لوتی کامل بخارپز شده که زنجبیل ورقه شده و پیازچه را معمولاً روی آن پخش می‌کنند.

در دوران سلسله هان، چینی‌ها روش‌هایی را برای حفظ غذا برای جیره‌های نظامی در طول مبارزاتی مانند خشک کردن گوشت و پختن، برشته کردن و خشک کردن غلات توسعه دادند. روایت‌های چینی ادعا می‌کنند که نان برشته شده و مسطح شائوبینگ (نان بربری) توسط ژنرال بان چائو سلسله هان از مناطق غربی (مناطق غربی، نامی برای آسیای مرکزی) آورده شد و در ابتدا به عنوان هابینگ (胡餅) شناخته می‌شد. باور بر این است که نان شاوبینگ از تبار هابینگ یا نان بربری است. اعتقاد بر این است که شائوبینگ با نان تنور ایرانی و نان سمرقندی آسیای مرکزی و همچنین پیتای خاورمیانه مرتبط است. غربی‌های خارجی در زمان سلسله تانگ در چین کیک‌های کنجدی درست می‌کردند و می‌فروختند.
در طول دودمان‌های شمالی و جنوبی، مردم غیر هان مانند ژیان‌بی از وی شمالی، غذاهای خود را به شمال چین معرفی کردند و این تأثیرات تا زمان دودمان تانگ ادامه یافت، و گوشت‌هایی مانند گوشت گوسفند و محصولات لبنی مانند شیر بز، ماست، و کومیس را در میان مردم رواج دادند. در زمان سلسله سونگ مردم هان نسبت غذاهای لبنی معرفی شده قبلی را کنار گذاشت. 
وانگ سو، شورشی چینی هان که پس از فرار از چی جنوبی در شیان بی شمالی وی پناهنده شد، در ابتدا تحمل خوردن لبنیات مانند شیر بز و گوشت مانند گوشت گوسفند را نداشت و مجبور شد به جای آن چای و ماهی مصرف کند، اما پس از چند سال او توانست ماست و گوشت بره بخورد و امپراتور شیان بی از او پرسید که کدام یک از غذاهای چین را ترجیح می‌دهد، ماهی در مقابل گوشت گوسفند و چای در مقابل ماست.

### پس از سلسله تانگ
مهاجرت بزرگ مردم چین به جنوب در طول تهاجمات پیش از سلسله سونگ و در طول دودمان سونگ اهمیت نسبی محصولات اصلی چینی جنوبی مانند برنج و شله را افزایش داد. سو شی نویسنده و شاعر چینی، گوشت خوک سرخ شده را به عنوان گوشت خوک دانگپو بهبود داده است.
گوشت خوک دانگپو (به چینی: 东坡肉) یک غذای مشهور و سنتی از آشپزی چین است که به‌ویژه در منطقه جیانگ‌سو، به‌خصوص در هانگژو، محبوبیت دارد. این غذا نام خود را از شاعر و دولتمرد مشهور چینی به نام سوی تونگپو گرفته است که در دوران سلسله سونگ (۹۶۰–۱۲۷۹ میلادی) زندگی می‌کرد. این غذا به دلیل روش خاص پخت، طعم دلپذیر و گوشت نرم و لطیف خود شناخته می‌شود. در حقیقت، گوشت خوک دانگپو یک نوع دنده گوشت خوک است که به‌طور آهسته در سس شیرین و شور پخته می‌شود و طعم غنی و خوشمزه‌ای پیدا می‌کند.
عادات غذایی و آشپزی نیز در این دوره به شدت تغییر کرد، به طوری که بسیاری از مواد تشکیل دهنده مانند سس سویا و غذاهای آسیای مرکزی تحت تأثیر گسترده قرار گرفتند و کتاب‌های آشپزی مهمی مانند Shanjia Qinggong و ووشی ژونگ کویلو غذاهای رایج خانگی آن زمان را نشان می‌دهد.
سلسله‌های یوان و چینگ غذاهای مغولی و مانچویی را به مردم چین معرفی کردند، غذاهای گرم شمالی که آشپزی در قابلمه داغ را رایج کرد. در طول سلسله یوان، بسیاری از جوامع مسلمان در چین ظهور کردند، که غذاهای بدون گوشت خوک را که اکنون در رستوران‌های هوی در سراسر کشور نگهداری می‌شود، استفاده می‌کردند. غذاهای یوننان در چین به دلیل پنیرهایی مانند روبینگ و پنیر روشان که توسط مردم بای تهیه می‌شد، منحصربه‌فرد است. 
به عنوان بخشی از آخرین مرحله مبادله کلمبی، بازرگانان اسپانیایی و پرتغالی شروع به معرفی غذاهای دنیای جدید به چین از طریق شهرهای بندری گوانگ‌ژو و ماکائو کردند. فلفل تند مکزیکی به مواد ضروری در آشپزی سیچوآن تبدیل شد و سیب زمینی و ذرت به غذای اصلی در سراسر دشت‌های شمالی تبدیل شدند.
در طول دودمان چینگ، خوراک شناسان چینی مانند یوان می، همان‌طور که در کار آشپزی او به نام Suiyuan shidan اشاره شد بر هدف اصلی استخراج حداکثر طعم از هر عنصر تمرکز داشتند. با این حال، روش‌های آشپزی در آن زمان کاملاً گوناگون بود و در برخی موارد به طرزی پر زرق و برق خودنمایی می‌کرد، به ویژه هنگامی که با اهداف تشریفاتی رسمی نیز مانند مورد جشن امپراتوری مانچو هان انجام می‌شد. جشن امپراتوری مانچو هان (به چینی: 满汉全席) از معروف‌ترین و بزرگ‌ترین ضیافت‌ها و جشن‌های غذایی در تاریخ چین است. این مراسم، که به‌ویژه در دوران سلطنت چینگ (۱۶۴۴–۱۹۱۲) برگزار می‌شد، نمادی از پخت‌وپز سلطنتی و ترکیب آشپزی هان (چینی سنتی) و آشپزی منچو (قوم منچو، بنیان‌گذاران سلسله چینگ) است و نشان‌دهنده تلاقی دو فرهنگ بزرگ آشپزی در چین است. امپراتور کیان‌لونگ (۱۷۱۱–۱۷۹۹) که یکی از بزرگ‌ترین و مشهورترین امپراتوران چینگ بود، علاقه زیادی به غذا داشت و برخی از بزرگ‌ترین ضیافت‌ها در دوران او برگزار شد.
با افزایش سرعت زندگی در چین مدرن، فست فودها مانند نودل سرخ شده، برنج سرخ شده و گیفان (غذا روی برنج) بیشتر و بیشتر محبوب می‌شوند.

## اصول آشپزی در مناطق مختلف چین

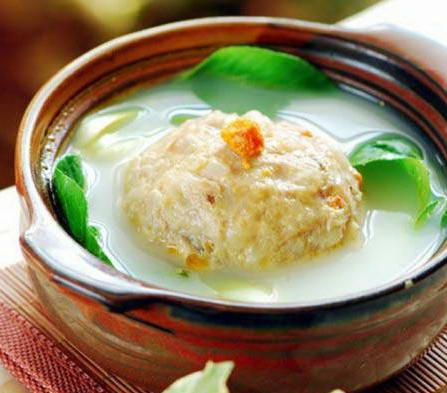
" کله شیر با گوشت خرچنگ " (蟹粉獅子頭) یک سوپ کوفته سنتی چینی شرقی است.

آشپزی چینی تنوع بسیار زیادی در مناطق مختلف دارد. سبک‌های مختلفی به آشپزی چینی کمک می‌کنند، اما شاید شناخته‌شده‌ترین و تأثیرگذارترین آن‌ها آشپزی کانتونی، آشپزی شاندونگ، آشپزی جیانگ‌سو (به‌ویژه آشپزی هوآی‌یانگ) وآشپزی سیچوآن باشند. این سبک‌ها به دلیل عواملی مانند در دسترس بودن منابع، آب و هوا، جغرافیا، تاریخ، تکنیک‌های آشپزی و سبک زندگی از یکدیگر متمایز هستند.
یک سبک ممکن است استفاده از سیر و موسیر را به جای فلفل قرمز و ادویه جات ترشی جات ترجیح دهد، در حالی که سبک دیگری ممکن است از خوراک دریایی به جای سایر گوشت‌ها و مرغ‌ها استفاده کند. غذاهای جیانگ سو از روش‌های پخت و پز مانند تفت‌آب‌پزی و آب‌پز استفاده می‌کنند، در حالی که غذاهای سیچوان از تنوری کردن استفاده می‌کنند. غذاهای ژجیانگ بیشتر بر روی سرو غذای تازه تمرکز می‌کنند، غذاهای فوجیان به خاطر غذاهای دریایی و سوپ‌ها و استفاده از ادویه‌ها معروف هستند، غذاهای هونان به خاطر طعم ترش و تندش معروف هستند، غذاهای آنهویی از مواد وحشی برای طعمی غیرعادی استفاده می‌کنند.
بر اساس مواد اولیه و مواد مصرفی، طرز تهیه و تفاوت‌های فرهنگی، انواع غذاها با طعم‌ها و بافت‌های مختلف در مناطق مختلف کشور تهیه می‌شود. بسیاری از غذاهای سنتی منطقه به روش‌های اساسی نگهداری مانند خشک کردن، نمک‌سود کردن، ترشی انداختن و تخمیر متکی هستند.
علاوه بر این، «نظریه برنج» تلاش می‌کند تا تفاوت‌های فرهنگی بین شمال و جنوب چین را توصیف کند. در شمال، رشته فرنگی به دلیل کشت گسترده گندم بیشتر مصرف می‌شود، در حالی که در جنوب، برنج ترجیح داده می‌شود زیرا از لحاظ تاریخی بیشتر در آنجا کشت می‌شود.
نظریه برنج یک مفهوم است که در برخی زمینه‌ها، از جمله آشپزی، فرهنگ و تاریخ چین، به‌ویژه در ارتباط با نحوه تأثیر برنج بر شکل‌گیری جامعه و فرهنگ چین مطرح شده است. این نظریه عمدتاً به تأثیرات اجتماعی و فرهنگی کشاورزی برنج در چین و سایر مناطق آسیایی اشاره دارد. این دیدگاه در سطوح مختلف علمی و فرهنگی بررسی می‌شود.

### اصول و مبانی آشپزی چینی

#### توازن یین و یانگ
فلسفه چینی به توازن بین دو نیروی متضاد یین (نیروی سرد و زنانه) و یانگ (نیروی گرم و مردانه) در همه جنبه‌های زندگی توجه دارد. در آشپزی چینی، این توازن در انتخاب مواد اولیه و روش‌های پخت نیز لحاظ می‌شود. برای مثال، در بسیاری از غذاها از مواد با طبع گرم و سرد برای ایجاد تعادل استفاده می‌شود.

#### طبقه‌بندی آشپزی چینی بر اساس مناطق مختلف
آشپزی چینی از مناطق مختلف چین و تأثیرات آن‌ها بر طعم‌ها و مواد اولیه، تنوع زیادی دارد. پنج سبک اصلی آشپزی چینی عبارتند از:
- آشپزی شانگهای: معروف به طعم‌های شیرین و استفاده از سس‌های غلیظ.
- آشپزی سیچوان: معروف به طعم‌های تند و فلفلی.
- آشپزی گوانگ‌دونگ (کانتون): شناخته‌شده برای غذاهای سبک و تازه با طعم‌های ملایم.
- آشپزی هنان: تمرکز بر طعم‌های ساده و استفاده از گوشت‌ها.
- آشپزی جیانگسو: غذاهایی با طعم‌های شیرین و ظریف.

## غذاهای اصلی
اجداد چینی در حدود ۸۰۰۰ تا ۹۰۰۰ سال پیش ارزن، برنج و سایر غلات را با موفقیت کاشتند. گندم، یکی دیگر از مواد اولیه، سه یا چهار هزار سال دیگر طول کشید. برای اولین بار، غلات منابع غذایی ثابتی را برای مردم فراهم کردند. به دلیل کمبود غذاهای مختلف، مردم چین مجبور شدند خود را با عادات غذایی جدید وفق دهند. گوشت کمیاب بود و بنابراین مردم با مقدار کمی گوشت و برنج یا رشته پخت می‌کردند.

### مواد اولیه اصلی آشپزی چینی

#### برنج
برنج یکی از مهم‌ترین مواد غذایی در آشپزی چینی است و معمولاً به عنوان غذای اصلی در کنار سایر غذاها مصرف می‌شود. همچنین در تهیه غذاهای مختلف مانند چاو می (Chow Mein) (نودل سرخ‌شده) یا چاو فانی (Chao Fan) (برنج سرخ‌شده) از برنج استفاده می‌شود.
برنج حدود ۹٬۰۰۰ سال پیش در حوضه رود یانگ‌تسه در جنوب چین اهلی شد و یکی از غذای اصلی مردم مناطق شالی‌کار در جنوب چین است.چلو، که معمولاً برنج سفید است، رایج‌ترین نوع برنج مصرفی است. مردم در جنوب چین همچنین علاقه دارند از برنج برای تهیه «کانجی» (congee) به عنوان صبحانه استفاده کنند. برنج همچنین برای تولید آبجو و سرکه به کار می‌رود. برنج چسبناک نوعی برنج است که در غذاهای خاصی مانند برنج برگ نیلوفر و توپ‌های برنج چسبناک استفاده می‌شود.

#### گندم
در مناطق کشت گندم در شمال چین، مردم عمدتاً به غذاهای مبتنی بر آرد، مانند نودل، بینگ (نان)، جیائوزی (نوعی کوفته چینی) و مانتو (نوعی نان بخارپز) وابسته هستند. گندم احتمالاً حدود ۲۶۰۰ سال پیش از میلاد در پایین‌دست رود زرد ظاهر شد، سپس در حدود ۱۹۰۰ سال قبل از میلاد به گانسو و سین‌کیانگ رسید و در نهایت تا ۱۶۰۰ سال قبل از میلاد در نواحی میانه رود زرد و تبت پخش شد.

#### نودل‌ها
نودل‌ها به عنوان یک جزء اصلی در بسیاری از غذاهای چینی از جمله چاو می (نودل سرخ‌شده) و چاو فانی (برنج سرخ‌شده) استفاده می‌شوند. نودل‌ها می‌توانند از آرد گندم، برنج یا حتی نشاسته ساخته شوند.
انواع نودل برای اولین بار بیش از ۴۰۰۰ سال پیش در چین اختراع شدند و از آن زمان به سراسر جهان گسترش یافته‌اند. نودل‌های چینی به صورت خشک یا تازه در اندازه‌ها، اشکال و بافت‌های مختلف عرضه می‌شوند و اغلب در سوپ یا به صورت سرخ‌شده به عنوان افزودنی سرو می‌شوند. برخی از انواع رشته‌ها، مانند شو میَن (寿面، که به معنای «رشته‌های طول عمر» است)، طبق سنت‌های چینی نمادی از عمر طولانی و سلامتی است.
نودل‌ها می‌توانند به صورت گرم یا سرد با افزودنی‌های مختلف، همراه با آبگوشت یا گاهی به صورت خشک (مانند مورد می‌فن) سرو شوند. نودل چینی معمولاً از آرد برنج یا آرد گندم تهیه می‌شوند، اما در مقادیر کمتر از آردهای دیگری مانند آرد سویا نیز استفاده می‌شود. برخی از نام‌های نودل‌ها، مانند رشته‌های دستی کشیده‌شده روش تهیه آن‌ها را توصیف می‌کنند.

#### محصولات سویا

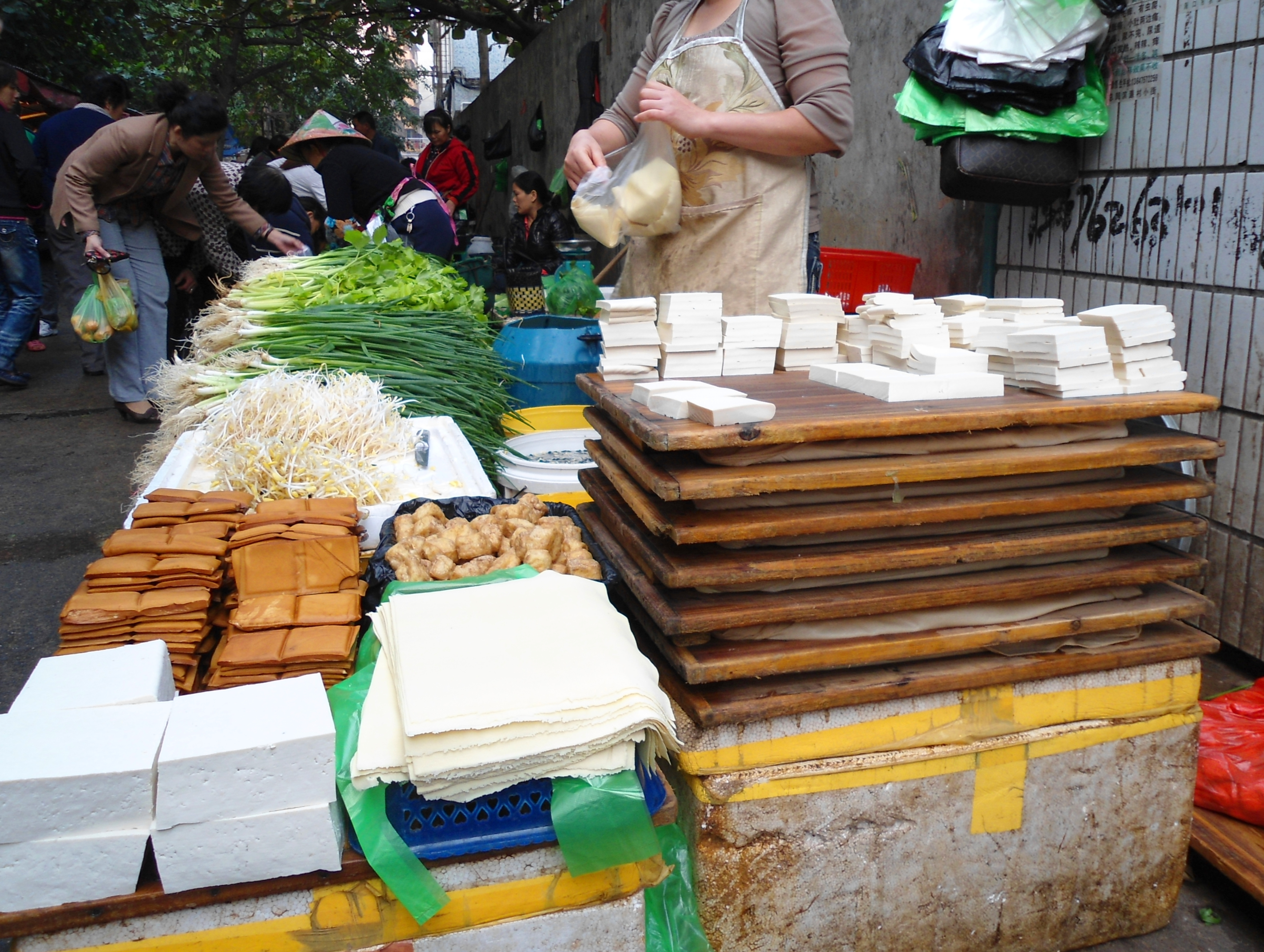
انواع مختلفی از محصولات سویا در بازار کشاورزان در هایکو، چین فروخته می‌شود.

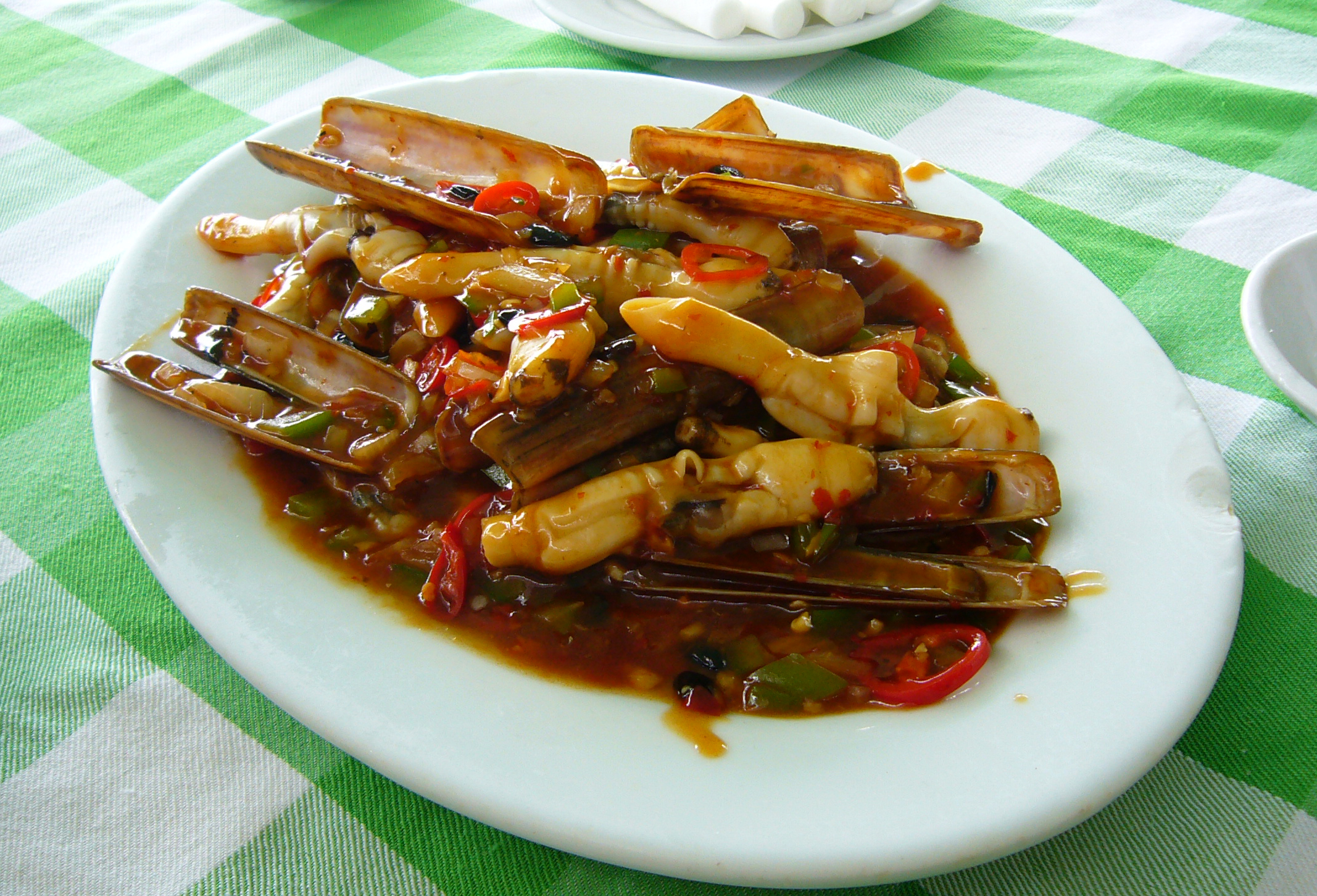
صدف تیغی سرخ شده با دوچی (لوبیای سیاه تخمیر شده) به سبک آشپزی شبه‌جزیره شاندونگ

سس سویا یکی از مهم‌ترین چاشنی‌ها در آشپزی چینی است. علاوه بر آن، توفو (پنیر سویا) و تمپه از دیگر محصولات محبوب سویا هستند که در غذاهای چینی استفاده می‌شوند.
توفو از دانه‌های سویا تهیه می‌شود و یکی دیگر از مواد غذایی محبوبی است که پروتئین را تأمین می‌کند. فرایند تولید توفو از منطقه‌ای به منطقه دیگر متفاوت است و منجر به ایجاد انواع مختلفی از توفو با بافت‌ها و طعم‌های متنوع می‌شود. سایر محصولات دیگری مانند شیر سویا، خمیر سویا، روغن سویا و سس سویا تخمیر شده نیز در آشپزی چینی از اهمیت زیادی برخوردار هستند.
محصولات متنوعی از سویا وجود دارد که شامل پوست توفو، توفوی دودی، توفوی خشک و توفوی سرخ‌شده می‌شود.
توفوی بدبو یک نوع توفوی تخمیرشده است. مانند پنیر آبی یا دوریان، بوی بسیار خاص، قوی و تندی دارد و طعمی است که به مرور زمان مورد پسند قرار می‌گیرد. توفوی بدبوی سخت معمولاً سرخ‌شده و با سس سویا یا ادویه شور سرو می‌شود. توفوی بدبوی نرم معمولاً به‌عنوان یک پخشینه روی نان‌های بخارپز استفاده می‌شود.
دوفورو نوع دیگری از توفوی تخمیرشده است که طعمی شور دارد. دوفورو می‌تواند همراه با دانه‌های سویا، برنج مخمر قرمز یا فلفل ترشی شود تا رنگ‌ها و طعم‌های مختلفی ایجاد کند. این نوع بیشتر شبیه به توفوی ترشی‌شده است و بوی تند و قوی توفوی بدبو را ندارد. دوفورو دارای بافتی مشابه پنیر آبی کمی نرم است و طعمی شبیه به خمیر میسوی ژاپنی دارد، اما کم‌نمک‌تر است. از دوفورو می‌توان به‌عنوان یک پخشینه روی نان‌های بخارپز یا به همراه سوپ برنج یا شله (کانجی) استفاده کرد.
سوفو نوع دیگری از توفوی تخمیرشده است که فرایند کهنه‌سازی را طی می‌کند. رنگ آن (قرمز، سفید، سبز) و ویژگی‌های طعمی مشخص‌کننده نوع سوفو هستند. این نوع توفو معمولاً به همراه برنج صبحانه مصرف می‌شود.
شیر سویا نوشیدنی بر پایه دانه‌های سویا است. این نوشیدنیِ صبحگاهی بوده و دارای فواید بسیاری برای سلامتی انسان است.

#### سبزیجات
علاوه بر سبزیجاتی که به‌طور معمول دیده می‌شوند، برخی از سبزیجات منحصر به فرد مورد استفاده در غذاهای چینی عبارتند از: ذره تازه یا بیبی کورن، کلم‌برگ چینی، نخود برفی، بادمجان چینی، کلم‌برگ چینی و قارچ کاه.
سبزیجات دیگری مانند جوانه‌های لوبیا، سرشاخه‌های نخودفرنگی، علف چشمه، ریشه لاله مردابی، شاه بلوط، شاه بلوط آبی و جوانه‌های بامبو نیز در غذاهای مختلف چین مورد استفاده قرار می‌گیرند. به دلیل شرایط آب و هوایی و خاک متفاوت، ارقام لوبیا سبز، نخود و قارچ را می‌توان در تنوع فراوان یافت.
انواع مختلفی از سبزیجات خشک یا ترشی‌شده نیز فرآوری می‌شوند، به‌ویژه در مناطق خشک‌تر یا سردتر که تهیه سبزیجات تازه در خارج از فصل دشوار است.

#### ادویه و چاشنی
چاشنی‌هایی مانند ریشه زنجبیل تازه، سیر، پیازچه، گشنیز و کنجد به‌طور گسترده در بسیاری از غذاهای منطقه استفاده می‌شود. از دانه‌های فلفل سیچوآن، بادیان ختایی، دارچین، رازیانه، میخک صدپر و فلفل سیاه و علف هفت‌بند نیز در مناطق مختلف استفاده می‌شود. برای افزودن طعم بیشتر به غذاها، بسیاری از غذاهای چینی حاوی قارچ خشک چینی، میگوی خشک، پوست نارنگی خشک، و فلفل خشک سیچوان هستند.
چین زادگاه سس سویا است که از تخمیر دانه‌های سویا و گندم تهیه می‌شود. بسیاری از سس‌های دیگر مانند سس هویزین، سس لوبیا آسیاب‌شده و سس لوبیا زرد نیز بر پایه سویا تخمیرشده ساخته می‌شوند. علاوه بر این، سس‌های مختلفی در آشپزی مناطق مختلف چین ترجیح داده می‌شوند. از جمله این سس‌ها می‌توان به سس صدف، سس ماهی و فورو (توفوی تخمیرشده) اشاره کرد که به‌طور گسترده‌ای مورد استفاده قرار می‌گیرند.
سرکه نیز تنوع زیادی دارد و طعم‌های مختلفی را ارائه می‌دهد، از جمله:
- سرکه برنج شفاف
- سرکه برنج سیاه چینکیانگ
- سرکه شانشی
- سرکه هنگه

هرکدام از این سرکه‌ها ویژگی‌ها و کاربردهای خاص خود را در آشپزی چینی دارند.

#### گوشت‌ها و ماهی
در آشپزی چینی از انواع مختلف گوشت‌ها از جمله گوشت خوک، مرغ، گوسفند، گاو و همچنین ماهی و میگو استفاده می‌شود. غذاهای دریایی در بسیاری از مناطق، به‌ویژه در مناطقی مانند شانگهای و گوانگ‌دونگ، پرطرفدار هستند.
رایج‌ترین گوشتی که در چین مصرف می‌شود، گوشت خوک است. حداقل از سال ۲۰۲۴، چین دومین بازار مصرف‌کننده گوشت گاو در جهان است. استیک هاوس‌ها و رستوران‌های دیگ داغ که گوشت گاو سرو می‌کنند در چین به‌طور فزاینده ای محبوب می‌شوند.

#### دسر و تنقلات
به‌طور کلی، میوه‌های فصل به عنوان رایج‌ترین شکل دسر بعد از شام مصرف می‌شود.
دیم سام (点心)، در اصل به معنای بخش کوچکی از غذا است که می‌تواند به دسر یا شیرینی اشاره داشته باشد که برای جلوگیری از ابهام‌زدایی، تیان دیان (甜点) و گائو دیان (糕点) برای توصیف دسرها و شیرینی‌ها استفاده می‌شود.
به‌طور سنتی، دسرهای چینی، غذاها و خوراکی‌های شیرینی هستند که با چای، معمولاً هنگام خوردن غذا، یا در پایان غذا در غذاهای چینی سرو می‌شوند.
شیرینی‌ها علاوه بر اینکه به عنوان دیم سام همراه با چای سرو می‌شوند، برای جشن‌های نیز سنتی استفاده می‌شود. معروف‌ترین آن‌ها کیک ماه است که برای جشن نیمه پاییز استفاده می‌شود.
طیف گسترده‌ای از دسرهای چینی، عمدتاً شامل تنقلات شیرین بخارپز و آب‌پز در دسترس هستند. بینگ یک اصطلاح رایج برای همه نان‌ها همچنین از جمله شیرینی‌ها و شیرینی‌ها در چین است. اینها شیرینی‌های پخته شده بر پایه آرد گندم، با چاشنی‌های مختلف از جمله آنکو، عناب و انواع دیگر هستند. سو (酥) نوع دیگری از شیرینی است که با مقدار بیشتری روغن درست می‌شود و شیرینی را شکننده تر می‌کند. آب نبات‌ها و شیرینی‌های چینی به نام تانگ (糖) معمولاً با شکر نیشکر، شکر مالت، عسل، آجیل و میوه درست می‌شوند. گائو یا گوئو میان‌وعده‌هایی بر پایه برنج هستند که معمولاً بخارپز می‌شوند و ممکن است از برنج چسبناک یا معمولی تهیه شوند.

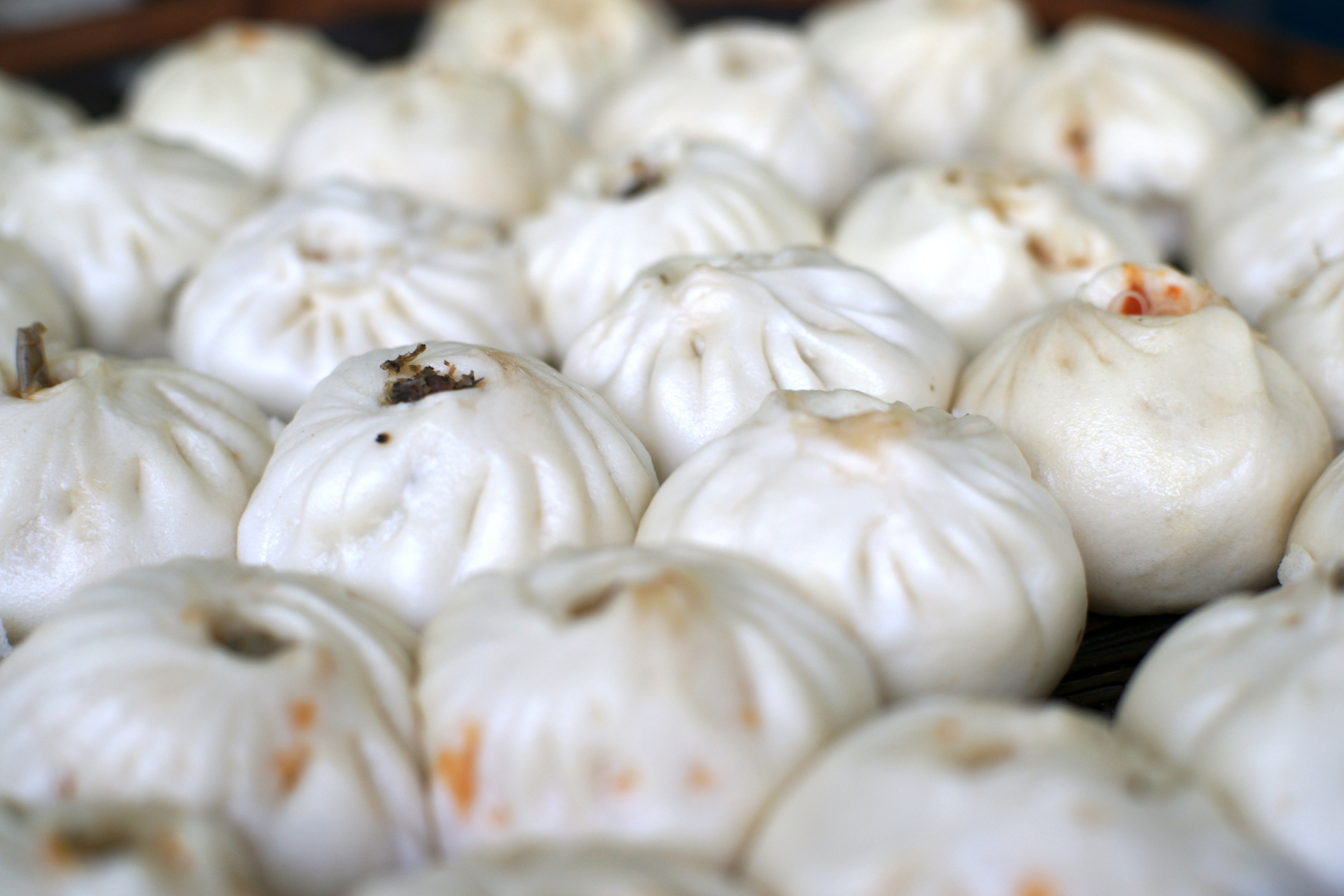
بائوزی نان‌های بخارپز حاوی ترکیبات شور یا شیرینی از گوشت، سبزیجات و قارچ است که به‌طور سنتی با صبحانه همراه است.

دسر سرد دیگر بائوبینگ نام دارد که یخ تراشیده شده با شربت شیرین است. ژله‌های چینی به‌طور کلی در زبان به عنوان یخ شناخته می‌شوند. بسیاری از دسرهای ژله ای به‌طور سنتی با آگار تنظیم می‌شوند و با میوه‌هایی که به نام گوئودونگ (果冻) شناخته می‌شوند، طعم می‌دهند، اگرچه ژله‌های ژلاتینی نیز در دسرهای معاصر رایج هستند. سوپ‌های دسر چینی معمولاً شیرین هستند و گرم سرو می‌شوند.
شیرینی‌های اروپایی مانند میل‌فویل، کرم بروله و کیک پنیر نیز در چین دیده می‌شوند، اما عموماً به این اندازه محبوب نیستند زیرا ترجیح چینی‌ها برای دسر ملایم شیرین و کمتر روغنی است. بسیاری از انواع غذاهای خیابانی، که از منطقه ای به منطقه دیگر متفاوت است، می‌توانند به عنوان میان‌وعده یا شام سبک مصرف شوند. کراکر میگو یک میان‌وعده است که اغلب در جنوب شرقی چین مصرف می‌شود.

#### فراورده‌های لبنی
چینی‌ها ظاهراً شیر می‌نوشیدند و لبنیات می‌خوردند، البته نه لزوماً از گاو، بلکه کومیس (شیر مادیان تخمیر شده) یا شیر بز از لبنیات مورد استفاده بین چینی‌ها بوده است. از لحاظ تاریخی، بسیاری از سرآشپزهای چینی به دلیل میزان بالای عدم تحمل لاکتوز در میان مردم چین، سعی می‌کردند از شیر استفاده نکنند. با این حال، امروزه محصولات لبنی به‌طور فزاینده ای در غذاهای چینی مانند دسر " شیر دو پوست " در استان گوانگدونگ، پنیر روبینگ (کیک شیر) در یون‌نان، و ماست در چینگهای و سین کیانگ استفاده می‌شود. چین دارای انواع مختلفی از دسرهای لبنی است که بسیار محبوب هستند.